# ヲタル
ヲタル（1971年4月28日 - ）は、日本のお笑いタレント、歌手、ラジオパーソナリティ、アイドルプロデューサー。
本名および旧芸名、松崎 直哉（まつざき なおや）。また、「ヲタルm(_ _)m」「ナオヤ☆GOGO」名義での活動もあった。
所属事務所はチックロボットジャパン、また同事務所のエンタテイメント事業部部長に就任している。

## 来歴
東洋高等学校在学中に東京宝映（宝映テレビプロダクションの前身）に入所し、役者として芸能界デビュー。その後アイドルを目指し、静岡県にある「タレント・ミュージック・スクール」（元フォーリーブスの青山孝史、おりも政夫の設立した音楽学校）のオーディションに合格。
高校卒業後、大学進学の内定を蹴って同校へ新幹線で通学。第42回NHK紅白歌合戦に少年隊のバックダンサーとして光GENJI、SMAP、TOKIOと共に出場するが、その後同校が閉校となってしまう。
1990年頃、中学の同級生でありバイト先のミスタードーナツで一緒だった川本俊一とお笑いコンビ「ぴんぽんず」を結成し、2008年9月まで活動。
コンビ活動休止後はピン芸人となり、同時に事務所も辞めフリーになる。
2010年、「第1回お笑い図鑑モバイル」ネタバトルに優勝。
2013年1月、日本テレビ系『ダウンタウンのガキの使いやあらへんで!!』の企画「山−1グランプリ」に「ヲタル」として地上波初出演。
2013年8月、『あらびき団 presents あら-1グランプリ2013』に参加。984組のエントリーから「初代あら-1王者」を争う12組のファイナリストに選ばれた。また、同月にはフジテレビのイベント「お台場合衆国2013」夏☆1グランプリの夏☆1夏笑王決定戦にて準決勝進出。
芸人活動と同時にHIPHOPユニット｢狂舞詩｣（くるぶし）としても活動し、avexからアニメ『湾岸ミッドナイト』の劇中歌｢Knock Down｣でデビュー。
現在は、多数のアイドルイベントや番組のMC、またイベントオーガナイザーとして「ヲタルフェス」「IDOL FUNFAIR」を開催するなど、マルチに活動中。
2024年10月7日、大腸がんを患い手術を受けたことを公表。10月17日、仕事復帰を発表。

### アイドルプロデュース
2021年、女性アイドルグループ・LOVE CCiNOのプロデューサーに就任。
2023年、女性アイドルグループ・LOVE 9 LOVEのプロデューサーに就任。

## 芸風
以前はオタクのような恰好で登場し、松浦亜弥の曲などをバックに、喋り、反応、コールなどを入れながら曲に合わせてオタ芸を披露するというネタが多かった。
その後『ナマイキ！あらびき団』等の出演ではmixiで知り合った123☆45をバックダンサーにして踊りながらマスクをつけて登場。マスクを外し「めっちゃセクシー！」と叫ぶ、「まずはファーストセクシー」の台詞から（どうでもいい）ギャグを言って「めっちゃセクシー！」と叫んでから「寄り目」と「変顔」で踊りまくるというネタが主流となっている。ネタのモデルは尊敬しているマグナムTOKYO。
『ナマイキ！あらびき団』では自身の持ちネタをワッキーがマネして出てきて、本人が登場し一緒に踊りまくった。その後、自身の持ちネタを庄司智春がマネして出て本人が登場し一緒に踊り、さらにワッキーも登場し3人（5人）で踊った。
ライブでは123☆45の他にきょうのランチ等バックダンサーが増えるときもある。また、バックダンサーにはSGC（セクシー・ゴーゴー・クルー）という名称がある。

## 人物
- やくみつゆ、カトゥーと3人でお笑いランチ部として活動し、東京ケーブルネットワークで番組になった[9]。

## 受賞歴
- 2010年「第1回お笑い図鑑モバイル」ネタバトル優勝[10]

## 出演

### ネット配信
- ナマイキ!あらびき団 （YNN）
- ゴーイング学園芸能部 - （2013年5月26日）
- MAYOネーズPOPキャンディー - （2013年5月25日）
- いばキラTV すっぽんの卵 - （2013年7月10日）
- HAPPY PEOPLE（MetisのMV）
- アイチャレ （YouTube）
- アイチャレNEXT （YouTube）

### テレビ
- ダウンタウンのガキの使いやあらへんで （日本テレビ）
- ナマイキ!あらびき団 （TBSチャンネル2）
- ショーバト!（2010年7月20日、日本テレビ）
- たけしの等々力ベース（2013年8月8日、BSフジ）
- 北野演芸館〜たけしが本気で選んだ芸人大集結SP〜（2013年9月1日・2014年3月30日、TBS）[11]

- U-KISSのマシッソU〜（TOKYOMX2）- レギュラーMC
- 志村けんのバカ殿様（CX）
- 志村けんのだいじょうぶだぁ（フジテレビ）
- 熱唱オンエアバトル（NHK総合）
- あらびき団SP（TBS）
- ウチのガヤがすみません!（日本テレビ）
- とんねるずのみなさんのおかげでした（フジテレビ）
- 水曜日のダウンタウン（TBS）
- 王様のブランチ (TBS)

### ケーブルテレビ
- あらぶんちょ！（東京ケーブルネットワーク）
- ドルキャノ（東京ケーブルネットワーク）

### ネットCM
- ジョージアエメマンブラック 浅草篇

### その他
- （ライブ）お笑いランチ部ライブ
- （ライブ）はとライブ
- （ライブ）お笑い日替わりランチ
- （ライブ）お笑いお子様ランチ
- わたらせサマーフェスタ2012

### ラジオ
- めっちゃよきラジ（渋谷クロスFM）- パーソナリティ
- 0時を過ぎてもシンデレラ（FM愛知）- パーソナリティ